# Ilesha
Ilesha este un oraș în partea de sud-vest a Nigeriei, în statul Osun.

## Personalități
- T.M. Aluko, scriitor